# Mr. Peabody's Apples
Mr. Peabody's Apples es un libro ilustrado de género infantil escrito por la artista estadounidense Madonna y publicado el 10 de noviembre de 2003 por Callaway Arts & Entertainment. Contiene una moraleja inspirada en una historia de 300 años del rabino judío Baal Shem Tov, que Madonna había oído de su maestro de Cábala. El protagonista del cuento, el señor Peabody, le enseña una lección importante a un niño luego de que difundiera varios rumores sobre el primero. Loren Long fue el responsable de las ilustraciones y la cubierta, para lo cual se inspiró en los pintores del regionalismo de Estados Unidos y modeló los personajes a partir de personas de la vida real.
Mr. Peabody's Apples fue el segundo de la serie de libros infantiles de Madonna —tras The English Roses— y salió a la venta en simultáneo con 150 países y se tradujo a 36 idiomas. Para la promoción la artista se asoció con las tiendas Audible y Apple Music y concedió entrevistas a algunos programas de televisión estadounidenses. Tras su publicación, la crítica le otorgó reseñas variadas a negativas, aunque hubo elogios para las ilustraciones de Long. Ingresó en el primer lugar de la categoría infantil en la lista de los más vendidos de The New York Times.

## Sinopsis
En un pequeño pueblo llamado Happville, el Sr. Peabody, profesor de historia, organiza juegos de béisbol con otras escuelas todos los sábados, y al terminar cada juego limpia el campo con la ayuda del estudiante Billy Little. Cuando se dirige a su casa por la calle principal, escoge la manzana más brillante del mercado del señor Funkadeli y se la guarda en el bolsillo. Un día, otro estudiante de nombre Tommy Tittlebottom lo ve hacer aquello y piensa que no ha pagado la manzana. Ante esto, le cuenta a sus amigos que roba las frutas y poco a poco el rumor se difunde por la ciudad.
Dos sábados siguientes, el Sr. Peabody se pregunta por qué nadie se ha presentado al juego de béisbol, y Billy Little se acerca y le comenta lo sucedido. Es entonces cuando el protagonista lleva al pequeño al mercado del Sr. Funkadeli y le explica que paga las manzanas todos los sábados por la mañana cuando recoge la leche. Asombrado, Billy busca a Tommy y le aclara todo. Más tarde ese día, este último acude a la casa del Sr. Peabody donde le ofrece sus disculpas y le pregunta cómo podría compensarlo, y le responde que lo encuentre en las gradas con una almohada de plumas.
No mucho tiempo después, Peabody le pide al muchacho que abra la almohada en lo alto de las gradas para que todas las plumas vuelen por el campo y luego las recoja una por una, a lo que él le responde que eso sería imposible. Entonces, le recuerda que es imposible deshacer el daño que había hecho cuando difundió el rumor de que era un ladrón y le aconseja que la siguiente vez no prejuzgue a las personas por sus acciones.

## Antecedentes y concepción
En marzo de 2003, se anunció que Madonna y la editorial Callaway Arts & Entertainment habían firmado un acuerdo con Penguin Group para publicar una serie de cinco libros ilustrados de género infantil, con un ilustrador distinto para cada uno de ellos. El primero, The English Roses, salió a la venta en septiembre de ese año en más de 100 países y fue traducido a 42 idiomas. Ingresó en el primer lugar de la sección infantil de la lista de los más vendidos de The New York Times, donde permaneció dieciocho semanas en total, y vendió 500 000 copias para el mes de noviembre. Tras el lanzamiento de The English Roses, Callaway confirmó Mr. Peabody's Apples como el segundo libro de la serie.
Está ambientado en 1949 en una ciudad estadounidense llamada Happville. Madonna dedicó el libro a los «maestros en todas partes» e incluyó una moraleja sobre el poder de las palabras y cómo deben ser elegidas cuidadosamente para «evitar causar daño a los demás». Asimismo, explicó que se inspiró en una historia de 300 años del rabino judío Baal Shem Tov, que había oído de su maestro de Cábala, y quería compartir la «esencia» de la misma en su segundo lanzamiento. Se decidió que la historia se desarrollara en la década de 1940, durante un «día en la vida» de un pequeño pueblo, «acercándose» a la historia en un estilo cinematográfico. Un artículo en The Times señaló que evoca «el mundo altamente moral de James Stewart y Qué bello es vivir, de tartas de manzanas, cercas, una liga infantil de béisbol, malteadas y, por supuesto, de lo correcto y lo incorrecto».

## Ilustraciones
Callaway realizó una «búsqueda mundial» con el fin de encontrar al ilustrador adecuado para Mr. Peabody's Apples, y Madonna se mostró tan impresionada por la «visión» de Loren Long y su trabajo estilístico que finalmente lo contrató para que ilustrara las imágenes del libro. En una entrevista con el periódico Times Recorder, Long comentó que se encontraba con su esposa y sus hijos en la noche de Halloween cuando recibió una llamada de su agente, que le notificaba que le había enviado por fax un acuerdo de confidencialidad que debía firmar primero para que pudiera contarle de qué se trataba. Agregó: «Me senté con una taza de café ese sábado por la mañana después de la llamada y leí la historia tratando de no ser influenciado por quien la escribió. Fue fuerte, y creí en el mérito de la historia. Al fin y al cabo, eso era todo lo que importaba». Realizó una prueba que consistía en crear una ilustración basada en el manuscrito del libro sin ninguna instrucción, misma que finalmente pasó a ser la cubierta.
La inspiración provino del realismo artístico y de los pintores del regionalismo de Estados Unidos. Las ilustraciones rinden homenaje a las pinturas rurales de Thomas Hart Benton y el diseño del libro hace referencia al trabajo de James Daugherty y Robert McCloskey; presenta letras capitales decorativas, ilustraciones en sepia e imágenes a color en página completa de los personajes y del escenario retro. Un editor de Publishers Weekly las describió como «guaches exuberantes y nostálgicos, con sus cielos de azul-huevo de petirrojo, abundantes tierras de cultivo doradas y hombres trabajadores con sombreros de paja y mangas remangadas». Basó al Sr. Peabody en un mecánico de automóviles que vivía en su ciudad natal de Joplin (Misuri), mientras que para el personaje de Billy Little tomó como referencia a su propio hijo Griffith, de ocho años. Para ilustrar a Tommy Tittlebottom como el principal antagonista, utilizó como modelo al residente local Jonathan Whitney de doce años, al describirlo como «tan travieso como Daniel el travieso». Al respecto, Whitney declaró: «Fue genial verme animado. Nunca antes había estado en un libro, fue muy emocionante ser parte de él». En un principio su madre tenía dudas al darle permiso a Long para que trabajara con su hijo debido al pasado «bastante controvertido de Madonna», pero al final aceptó debido a su «reputación como madre».

## Publicación y promoción
Bajo la distribución de Penguin Group, Callaway puso a la venta Mr. Peabody's Apples el 10 de noviembre de 2003 en simultáneo con 150 países y se tradujo a 36 idiomas; el lanzamiento se planeó para que coincidiera con las fechas previas a las vacaciones de Navidad. En todos los demás mercados de idioma inglés fue publicado por Puffin, el sello infantil de Penguin Group, mientras que en los países de habla española se tituló Las manzanas del señor Peabody y se lanzó a través de la editorial Destino. De acuerdo con la revista The Bookseller, se imprimieron 130 000 copias del libro para la primera edición. Para una mayor publicidad, Madonna se asoció con las tiendas en línea Audible y Apple Music, y Nicholas Callaway, fundador de la editorial, confirmó que se publicaría a la par de manera impresa, en tiendas en línea y en dispositivos de audio. Afirmó además que se trataba de un «evento editorial y de comunicación sin precedentes». Según Michelle Rupe Eubanks de TimesDaily, está dirigido a niños de entre seis a ocho años dado que el tema principal de la historia es demasiado avanzado para los niños más pequeños. No obstante, otras publicaciones como The New York Times sugieren que la historia puede ser leída también por niños de cinco años, y para Publishers Weekly es apta para las edades de nueve a doce. Las ganancias de las ventas del libro se destinaron a la organización Spirituality for Kids Foundation (Fundación Espiritualidad para los Niños). En septiembre de 2009, la cantante entregó un par de copias autografiadas de The English Roses y Mr. Peabody's Apples a una subasta llamada Money Can't Buy con el objetivo de recaudar fondos para el Hospital de Niños de Irlanda del Norte.
Como parte de la promoción, la autora concedió entrevistas a Radio KOL, donde respondió preguntas del público infantil y se mostró un avance en el que narraba la historia en AOL; la narración completa estuvo disponible como descarga en Audible y Apple Music. Sus seguidores tuvieron la oportunidad de interactuar con ella en AOL a partir de la entrevista que ofreció a Radio KOL —presentado por el DJ Rick Adams— y en AOL Keyword: CelebConnect, donde respondió las preguntas que le habían enviado anteriormente. Un día después del lanzamiento, asistió a la feria del libro de la Montclair Kimberley Academy, ubicada en la ciudad de Nueva Jersey, y leyó el libro frente a estudiantes de cuarto a octavo grado. En el evento, a la que asistieron más de 300 personas entre ellas estudiantes, camarógrafos y reporteros, reconoció que era su primera lectura ante un público en vivo y dijo que era más fácil cantar en un estadio lleno de gente. También apareció en los talk shows Live! with Kelly and Ryan, Late Show with David Letterman y The Tonight Show with Jay Leno. La promoción continuó al mes siguiente cuando se presentó en la librería Borders de Los Ángeles y leyó la historia a niños de la escuela Community Magnet.

## Recepción

### Comercial
El 30 de noviembre de 2003 —tres semanas después de su publicación— Mr. Peabody's Apples ingresó en el primer puesto de la categoría infantil en la lista de los más vendidos de The New York Times, mientras The English Roses se ubicaba en el tercer lugar en su novena semana. Fue el segundo número uno de Madonna después del libro antes mencionado, que también debutó en la primera posición el 5 de octubre de ese año y estuvo seis semanas consecutivas en lo más alto. Con ello representó la primera vez en la historia editorial en que una autora coloca dos libros ilustrados infantiles en la primera posición de los más vendidos en un corto período de tiempo. Para octubre de 2004 vendió 127 000 copias en Estados Unidos según Nielsen BookScan, un número inferior a su predecesor, que para esa misma fecha había alcanzado la cifra de 321 000 unidades.

### Crítica
En términos generales, la crítica le otorgó reseñas negativas. Para Associated Press, Samantha Critchell le pareció «un poco cursi» y «obsoleto», pese a que podría entretener a los lectores jóvenes gracias a la enseñanza de la historia. Agregó: «Uno pensaría que una celebridad con la notoriedad de Madonna —ha sido blanco de rumores por dos décadas— no necesitaría una historia de hace siglos para que la inspirase a escribir sobre el valor de la verdad y el daño que conlleva el chisme que se extiende como la pólvora». Deirdre Donahue de USA Today señaló que carecía del humor y de la «resonancia emocional» de The English Roses y criticó el hecho de que se nombrara al protagonista Billy Little solo porque es bajo. La calificó como una historia «monótona y torpe» con un mensaje «prosaico y previsible». Aunque Nuria Labari de El Mundo dijo que había mayor calidad que en The English Roses, observó que en esta entrega no existían relaciones entre niños y niñas, «algo que no es baladí cuando uno decide dirigirse al público infantil», y añadió que los roles de los personajes seguían siendo «obsoletos».

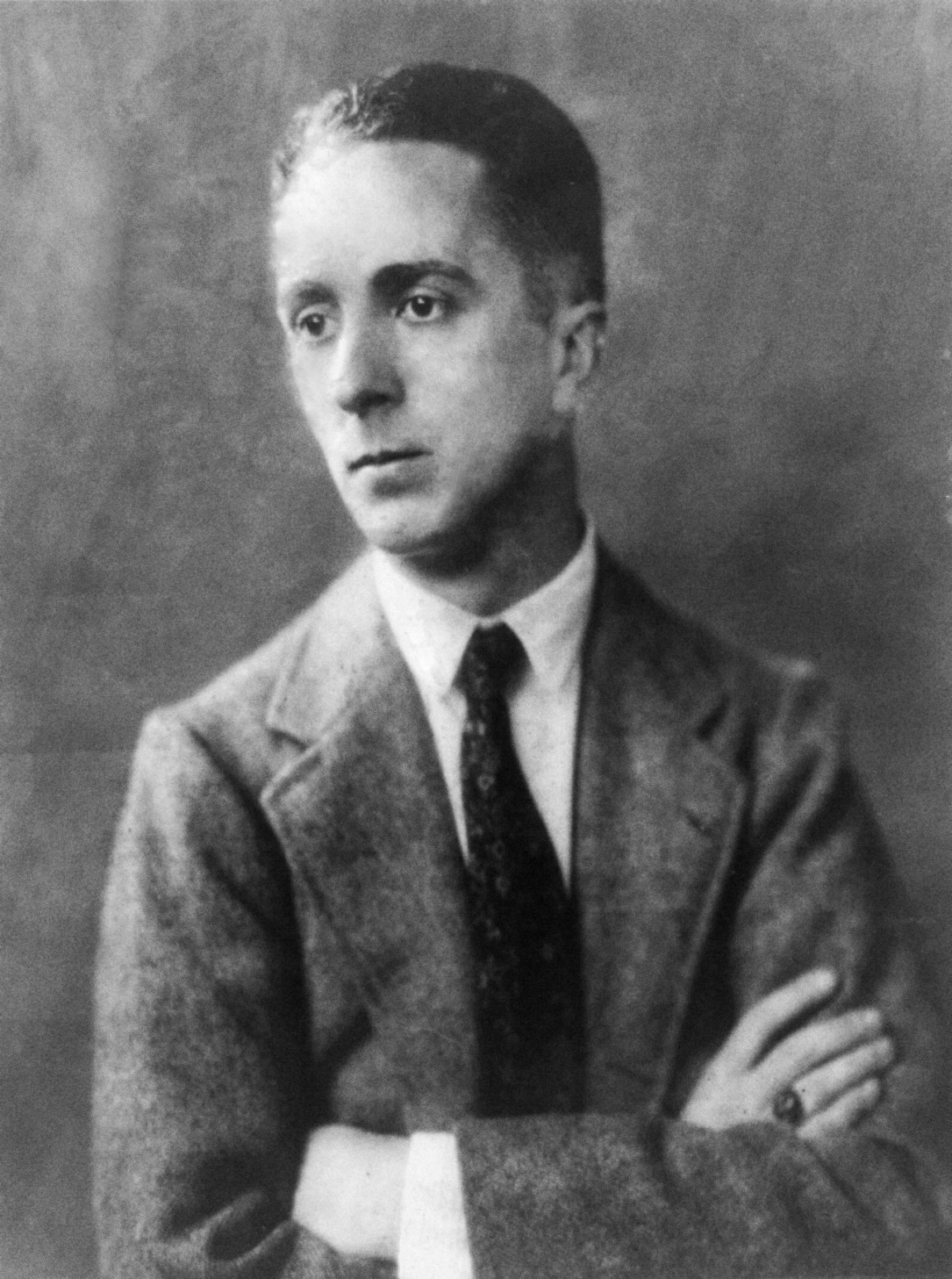
Algunos periodistas señalaron que las ilustraciones de Long en el libro tenían similitudes con el estilo del pintor estadounidense Norman Rockwell (fotografía)

La novelista Ayelet Waldman, en su opinión para la revista Tablet, sintió que ni The English Roses ni Mr. Peabody's Apples «serían agregados a la lista de material de lectura aprobado que mantienen las abuelas judías del mundo», aunque opinó que este último incluía una «moraleja judía más simple y clara». La escritora E. Lockhart publicó una reseña extensa para la revista digital Salon bajo su nombre real Emily Jenkins. Sostuvo que no era «ni vivaz ni sugerente», más bien lo describió como «adusto y sin alegría, a pesar de la bonita masculinidad de las ilustraciones al estilo Norman Rockwell de Laren Long». Asimismo, notó que parecía más una historia sobre el crecimiento personal de Madonna o en la crianza «cálida» de sus hijos y mencionó que los niños «son representados, una vez más, como receptores pasivos de la sabiduría, pero aquí el semiprotagonista mal informado termina en un limbo culpable del cual nunca será redimido por su crimen relativamente inocente». Para finalizar, criticó el mensaje final que el señor Peabody da al pequeño Tommy, pues «probablemente ha quedado marcado de por vida al decirle que es imposible hacer penitencia adecuada por su error». En un comentario más favorable, Kendal A. Rautzhan del Madison Courier la consideró una presentación «bien realizada» del poder de las palabras y resaltó que ofrece una «gran e importante lección» para los lectores de todas las edades. Nicolette Jones de The Times manifestó que era más simpático y coherente que el anterior lanzamiento, dado que la historia original era buena, carecía de «sus irritantes temas de conversación» y tenía más sentido del tiempo y lugar.
El tono nostálgico de las ilustraciones de Long atrajo la aclamación de los críticos y lectores. Donahue de USA Today afirmó que eran «bastante agradables», opinión que compartió Cathy Frisinger del Gainesville Sun, que además calificó al libro con una «B» y señaló que Madonna toma el cuento de la Cábala y lo traduce a un «ambiente acogedor estadounidense». Michelle Rupe Eubanks de TimesDaily le pareció un cuento «tan hermoso» como su predecesor y comentó que la belleza y el alcance de las ilustraciones eran «impresionantes». Agregó que Long «hace maravillas con los personajes» y Mr. Peabody's Apples «merece la pena». Matt Warner de Barnes & Noble escribió que su obra «brillante» sobresale y eleva las palabras de la autora con «escenas profundas y lentas [...] que te transportan felizmente a mediados del siglo xx». A su vez, observó que Madonna entrega su moraleja universal en un texto «claro y honesto» con un aspecto y sensación a la americana, y «la lectura te lleva de la mano y te ilumina». Waldman destacó el trabajo de Long, que fue «mucho mejor de lo que merece la torpe prosa de Madonna», y cuestionó que su nombre no apareciera en la portada, como suele verse comúnmente en los libros para niños. Publishers Weekly expresó que los lectores pueden estar «menos que encantados con la cualidad hipócrita del señor Peabody», pero el arte de Long «vale la pena ver». De manera similar, Tim Adams de The Guardian declaró que la historia se salvó gracias a sus «gloriosas ilustraciones que arrojan luz de Norman Rockwell en las caras de la revista Mad». Samantha Critchell también comparó su obra con la de Rockwell y admitió que si bien era muy estilizada e interesante, parecía dirigida más a los ojos de los adultos que a los de los niños. Finalmente, Emily Jenkins comentó que las pinturas poseen «hermosos juegos de luces y una belleza fija y detallada».